# Żurawie (podrodzina)
Żurawie (Gruinae) – podrodzina ptaków z rodziny żurawi (Gruidae).

## Zasięg występowania
Podrodzina obejmuje gatunki występujące w Eurazji, Australazji, Ameryce Północnej i Afryce.

## Systematyka
Do podrodziny należą następujące rodzaje:
- Leucogeranus Bonaparte, 1855 – jedynym przedstawicielem jest Leucogeranus leucogeranus (Pallas, 1773) – żuraw biały
- Antigone Reichenbach, 1853
- Grus Brisson, 1760